# Infiltrate•Destroy•Rebuild
Infiltrate•Destroy•Rebuild è il secondo album in studio del gruppo musicale alternative metal statunitense CKY, pubblicato nel 2002.

## Tracce
1. Escape from Hellview – 3:41
2. Flesh into Gear – 3:06
3. Sink into the Underground – 2:58
4. Attached at the Hip – 2:59
5. Frenetic Amnesic – 3:11
6. Shock & Terror – 3:07
7. Plastic Plan – 3:54
8. Inhuman Creation Station – 4:08
9. Sporadic Movement – 2:42
10. Close Yet Far – 3:49

## Formazione
- Deron Miller – voce, chitarra, basso, moogs
- Chad I. Ginsburg – chitarra, voce, moogs, basso
- Jess Margera – batteria